# أنيسة الحداوي
أنيسة الحداوي (ولدت في 30 مايو 1991) هي ملاكمة مغربية هولندية محترفة منذ عام 2008، متخصصة في الرياضات القتالية كيك بوكسينغ وموياي تاي والجيو جيتسو البرازيلي.
صنفت الحداوي من أفضل 10 مقاتلات في العالم لسنة 2010 ب42 انتصارا، 3 تعادلات، هزيمة واحدة في مشوارها الاحترافي برياضة الكيك بوكسينغ. في أغسطس 2017 ونوفمبر 2020 صنفتها صحيفة «كومبا بريس» المتخصصة في الرياضات القتالية كواحدة من أفضل عشر مقاتلات في العالم.

## روابط خارجية
- أنيسة الحداوي على موقع شيردوغ (الإنجليزية)